# Équipe du Sénégal de football à la Coupe d'Afrique des nations 2017
L’équipe du Sénégal de football participe à la Coupe d'Afrique 2017 organisée au Gabon du 14 janvier au 5 février 2017. Elle atteint les quarts de finale, où elle est éliminée aux tirs au but par le Cameroun, futur vainqueur.

## Qualifications
| Rang | Équipe  | Pts | J | G | N | P | Bp | Bc | Diff |  | Résultats (▼ dom., ► ext.) |     |     |     |     |
| ---- | ------- | --- | - | - | - | - | -- | -- | ---- |  | -------------------------- | --- | --- | --- | --- |
| 1    | Sénégal | 18  | 6 | 6 | 0 | 0 | 13 | 2  | +11  |  | Sénégal                    |     | 3-1 | 2-0 | 2-0 |
| 2    | Burundi | 7   | 6 | 2 | 1 | 3 | 7  | 9  | -2   |  | Burundi                    | 0-2 |     | 1-3 | 2-0 |
| 3    | Namibie | 6   | 6 | 2 | 0 | 4 | 5  | 9  | -4   |  | Namibie                    | 0-2 | 1-3 |     | 1-0 |
| 4    | Niger   | 4   | 6 | 1 | 1 | 4 | 2  | 7  | -5   |  | Niger                      | 1-2 | 0-0 | 1-0 |     |

## Compétition

### Tirage au sort
Le tirage au sort de la CAN a lieu le 19 octobre 2016 à Libreville. Il est effectué par des anciens joueurs : le sénégalais Khalilou Fadiga, le gabonais François Amégasse et le ghanéen Karim Abdul Razak.
Le Sénégal est placé dans le chapeau 3. Le tirage au sort donne alors comme adversaire des Lions l'Algérie (chapeau 1), la Tunisie (chapeau 2) et le Zimbabwe (chapeau 4) dans le groupe B.

### Effectif
Le sélectionneur annonce une liste de vingt-trois joueurs dès le 30 décembre 2016, sans passer par une pré-liste.

### Premier tour - Groupe B
En s'imposant facielement deux buts à zéro face à la Tunisie et au Zimbabwe, le Sénégal s'assure de la première place du groupe B dès son deuxième match. Dans le dernier match, il obtient un nul 2-2 contre l'Algérie, en revenant deux fois au score.
|   | Équipe   | J | V | N | D | Bp | Bc | Diff | Pts |
| - | -------- | - | - | - | - | -- | -- | ---- | --- |
| 1 | Sénégal  | 3 | 2 | 1 | 0 | 6  | 2  | +4   | 7   |
| 2 | Tunisie  | 3 | 2 | 0 | 1 | 6  | 5  | +1   | 6   |
| 3 | Algérie  | 3 | 0 | 2 | 1 | 5  | 6  | -1   | 2   |
| 4 | Zimbabwe | 3 | 0 | 1 | 2 | 4  | 8  | -4   | 1   |

| Match 4                                                | Tunisie | 0 - 2   | Sénégal                     | Stade de Franceville, Franceville |                         |
| 15 janvier 2017 · 20 h WAT · Historique des rencontres |         | (0 - 2) | 10e (pen.) Mané · 30e Mbodj | Arbitrage : Sidi Alioum           | Arbitrage : Sidi Alioum |
| 15 janvier 2017 · 20 h WAT · Historique des rencontres | Rapport |         |                             | Arbitrage : Sidi Alioum           | Arbitrage : Sidi Alioum |

| Match 12                                               | Sénégal              | 2 - 0   | Zimbabwe | Stade de Franceville, Franceville |                            |
| 19 janvier 2017 · 20 h WAT · Historique des rencontres | Mané 9e · Saivet 14e | (2 - 0) |          | Arbitrage : Redouane Jiyed        | Arbitrage : Redouane Jiyed |
| 19 janvier 2017 · 20 h WAT · Historique des rencontres | Rapport              |         |          | Arbitrage : Redouane Jiyed        | Arbitrage : Redouane Jiyed |

| Match 19                                               | Sénégal            | 2 - 2   | Algérie         | Stade de Franceville, Franceville |                          |
| 23 janvier 2017 · 20 h WAT · Historique des rencontres | Diop 44e · Sow 54e | (1 - 1) | 10e 52e Slimani | Arbitrage : Joshua Bondo          | Arbitrage : Joshua Bondo |
| 23 janvier 2017 · 20 h WAT · Historique des rencontres | Rapport            |         |                 | Arbitrage : Joshua Bondo          | Arbitrage : Joshua Bondo |

### Quart de finale
En terminant invaincu de son groupe, le Sénégal est favori de son quart de finale face au Cameroun, qui s'est qualifié difficilement avec une seule victoire et deux nuls.
Après un match sans but, le Cameroun s'impose toutefois aux tirs au but, Sadio Mané ratant la dernière tentative sénégalaise.
| 28 janvier 2017 | Sénégal                                 | 0 - 0 a. p.       | Cameroun                                       | Stade de Franceville, Franceville |                           |
| 20 h WAT        |                                         | (0 - 0)           |                                                | Arbitrage : Janny Sikazwe         | Arbitrage : Janny Sikazwe |
| 20 h WAT        | Koulibaly · Mbodj · Sow · Saivet · Mané | Tirs au but 4 - 5 | Moukandjo · Oyongo · Teikeu · Zoua · Aboubakar | Arbitrage : Janny Sikazwe         | Arbitrage : Janny Sikazwe |

## Image et soutien

### Maillots
Deux ans après la fin de son partenariat précédent avec Puma, la Fédération signe un contrat avec un nouvel équipementier, Romai Sport, en décembre 2016.
Le maillot domicile préparé pour la CAN est blanc, un motif de tête de lion rugissant en vert, jaune et rouge (couleurs du drapeau) sur l'épaule droite. La manche gauche est verte et la droite reste blanche.
Le maillot extérieur présente deux nuances de vert, séparées par un motif sur la poitrine.

## Aspects socio-économiques

### Primes
Les joueurs ayant participé aux éliminatoires touchent une prime de qualification de 7 millions de Francs CFA, au prorata du nombre de matchs joués.
La prime de participation négociée avant la compétition contient une part variable, selon la performance. Ainsi, en plus des 11 millions FCFA de base, la qualification pour les quarts de finale a rapporté 6 millions. Parmi l'encadrement, les adjoints et le DTN perçoivent la même prime que les joueurs tandis que le sélectionneur reçoit le double.